# Eufònia de les Antilles
L'eufònia de les Antilles (Chlorophonia musica) és un ocell de la família dels fringíl·lids (Fringillidae).

## Hàbitat i distribució
Habita selva, boscos i matolls a les Antilles, principalment a les terres altes, a la Hispaniola (i la propera la Gonâve), Puerto Rico i Antilles Menors, a Saba, Barbuda, Antigua, Montserrat, Guadalupe, Dominica, Martinica, Saint Lucia, Saint Vincent i Grenada.